# Ródano (departamento)
Ródano (em francês:  Rhône) é um departamento da França localizado na região Auvérnia-Ródano-Alpes. Sua capital é a cidade de Lyon.	